# Монетная система Римской республики
Монетная система Римской республики — период в истории денежной системы Древнего Рима, характеризовавшийся господством в денежном обращении:
- слитков практически необработанной бронзы (Aes rude) и слитков бронзы с нанесёнными изображениями (Aes signatum) — примерно до 312 года до н. э.;
- литых бронзовых монет (Aes Grave) — с 312 по 268 год до н. э.;
- полновесных бронзовых и серебряных монет — с 268 по 89 год до н. э.

Здесь и далее периодизация денежной системы Римской республики приводится по Мэттингли.

## История денежной системы Римской республики

### Период бронзовых слитков (Aes rudeиAes signatum)

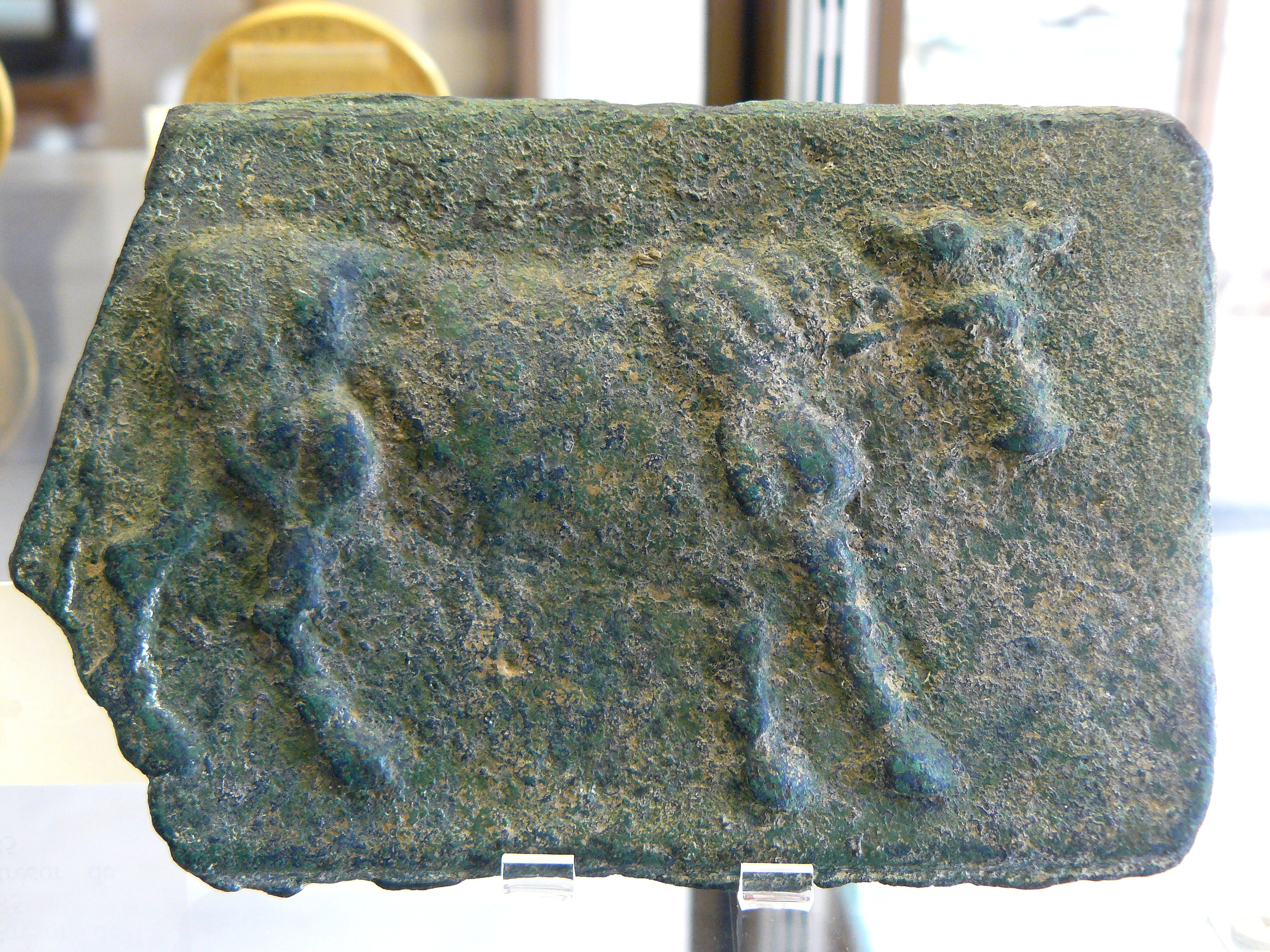
Aes signatum IV в. до Р.Х., Кабинет раритета Библиотеки Святой Женевьевы

Первые формы денег, которые по сути были римскими протомонетами, датируются археологами периодом значительно более ранним, чем произошло основание самого Рима. Такими протомонетамы является aes rude (с лат. «Грубая бронза»), которые ученые находят на территории современной Италии. Самые старые из них относятся ко второму — третьему тысячелетию до Рождества Христова. Это позволяет предположить, что они выполняли функции средства платежа уже в период Бронзового века. Aes rude представляли собой бронзовые слитки, часто почти не обработаныe, без надписей или датировок. Итальянская экономика первой половины первого тысячелетия до н. е. базировалась на бронзовом стандарте, в отличие от греческого серебряного стандарта. Таким образом, необработанные куски бронзы распространялись торговыми путями полуострова в виде примитивной валюты. Первые слитки имели бугристый характер и лишь со временем римляне научились предоставлять им определённую стандартную форму.
Постепенно их вытесняет следующий вид протомонет — aes signatum (с лат. «Штампованная бронза»), также были литыми кусками бронзы, но уже имели определённые качество и вес. Народные римские традиции приписывают их внедрения шестом римском царю Сервию Туллио, который якобы предоставил слиткy правильную форму удлиненного четырёхугольника и поставил на нем тип. Это ставится под сомнение историками из-за высокого качествa их изготовления. Скорее всего, первые слитки этого вида возникают раннее в начале пятого века до Рождества Христова. Они были отлиты не в Риме, а в Центральной части Италии в Этрурии и Умбрии и были украшены знаком ветви дерева с ветвями, отходящими по сторонам. Из-за этого их назвали Ramo Secco (сухие ветви), вес колебался от 600 до 2500 грамм.

### Период литых бронзовых монет (Aes Grave)

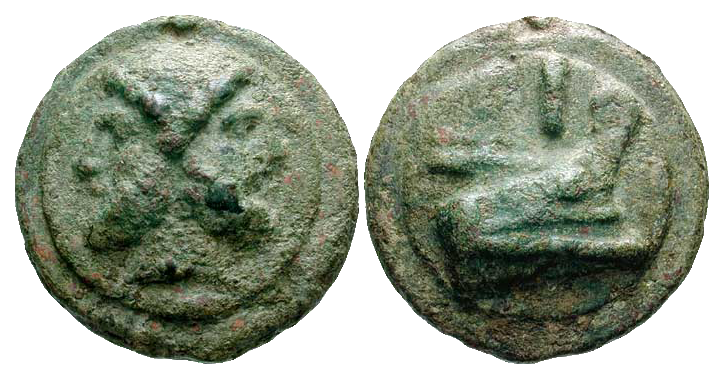
Aes Grave

Согласно легенде, первые римские монеты были отчеканены царём-реформатором Сервием Туллием (578—535 годы до н. э.), что, конечно, не соответствует действительности. По мнению автора книги «Монеты Рима» Гарольда Мэттингли, первые монеты в Риме начали чеканить незадолго до 289 года до н. э., когда был введён институт монетариев, чиновников по делам чеканки, а, точнее, около 312 года до н. э. Этими монетами, получившими общее название «тяжёлая бронза» (лат. Aes Grave), были бронзовый асс (лат. as < *ass, предполагают, что это слово может быть заимствованием из этрусского), а также его производные: семис (1⁄2 асса), триенс (1⁄3), квадранс (1⁄4), секстанс (1⁄6), унция (1⁄12) и др. Первоначально асс весил 1 либру (либральный асс), но затем его масса неуклонно снижалась: в 289 году до н. э. — до 1⁄2 либры, в 268-м — до 1⁄6, в 217-м — до 1⁄12, наконец, в 89-м — до 1⁄24 либры.

### Период полновесных бронзовых и серебряных монет
В 268 году до н. э. в дополнение к медным (бронзовым) монетам Рим начал чеканить серебряные денарии, весившие 4 скрупула (4,55 г). Исходя из установившегося к тому времени соотношения цен на медь и серебро (120:1), 1 денарий был приравнен к 10 ассам.
В 217 году до н. э. одновременно со снижением веса асса до 1⁄12 либры Рим девальвировал денарий — до 3½ скрупула. В результате его стоимость была приравнена к 16 ассам, и это соотношение (1:16) сохранилось до реформ Августа. Чуть позже (в 209 году до н. э.) в обращение была впервые, но ненадолго выпущена золотая монета весом 6, 3, 2 и 1 скрупул.

### Переход к кредитным бронзовым монетам
Последняя денежная реформа Римской республики была проведена в 89 году до н. э. в соответствии с законом Плавтия–Папирия. Снизив вес асса до 1⁄24 либры, но сохранив неизменным вес серебряных монет, а также отношение денария к ассу (1:16), Рим по сути превратил медные монеты в кредитные или фиатные (что более корректно) деньги.

## Основные монетные типы Римской республики

### Монеты метрополии

#### Медныеунция,семис,асс,дупондийи др.
Асс — ключевая денежная единица Римской республики, от которой долгое время отстраивались все другие номиналы как медных (бронзовых), так и серебряных монет. Вторая важная денежная единица — унция (лат. uncia, что означает двенадцатая часть). Как было отмечено выше, начальный вес асса составлял 1 либру или 12 унций. При этом унцией называлась и монета, равная 1⁄12 асса. С течением времени вес асса снижался, поэтому начиная с 289 года до н. э. понятия «унция как весовая единица» и «унция как денежная (или счётная) единица» начали расходиться. В обоих случаях она была 1⁄12 частью целого, но в первом случае — либры, во втором — асса. В 217 году до н. э. вес асса был снижен до 1⁄12 либры. В результате он сам стал равен весовой унции, имея при этом в качестве производной унцию счётную. Первая сохранила своё значение в системе мер и весов по сей день, вторая исчезла вместе с прекращением чеканки соответствующей монеты.
На ассах чеканили римскую цифру I, номинал монеты. Более крупными медными монетами были дупондий, трипондий (трессис), квинкуссис и декуссис. Их номиналы соответствовали стоимости в ассах и обозначались римскими цифрами II, III, V и X соответственно. Номиналы более мелких денежных единиц имели несколько иную систему построения — от унции и от семиса. Традиционное обозначение достоинства унции (1⁄12 асса) — точка (•), семиса (1⁄2 асса) — буква S. Номиналы от ²⁄12 до 5⁄12 асса обозначались соответствующим числом точек от двух до пяти, номиналы от 7⁄12 до 11⁄12 асса — буквой S и теми же точками.

#### Серебряныесестерций,квинарийиденарий

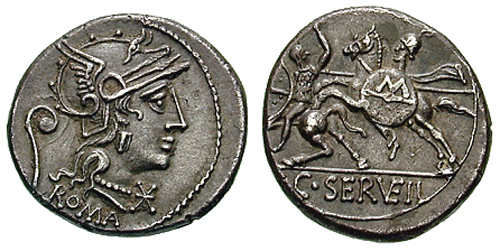
Денарий с символом X

Денарий (лат. denarius) впервые появился в 268 году до н. э. и на долгое время стал самой распространённой серебряной монетой Древнего Рима, а затем и западноевропейских государств средневековья. Его вес был установлен на уровне 4 скрупула (4,55 г), а достоинство — в 10 ассов. Отсюда происходит и название монеты, которое дословно означает «состоящий из десяти», и её символ — римская цифра X.
Как было отмечено в кратком обзоре истории древнеримской монетной системы, в 217 году до н. э. денарий стал равен не десяти, а шестнадцати ассам — «состоящий из десяти» превратился в «состоящий из шестнадцати», но сохранил прежнее название. Остался неизменным и знак денежной единицы — X, который встречается практически на всех денариях до 150 года до н. э. Лишь на небольшой группе монет 150—145 годов отчеканен знак XVI. Затем опять появляется символ X и параллельно — X. После 110 года до н. э. знаки стоимости за очень редкими исключениями на денариях не встречаются.
Квинарий (лат. quinarius) — серебряная монета, весившая 2 скрупула и равная ½ денария. Дословно означает «состоящий из пяти», поскольку в период с 268 по 217 год до н. э. квинарий был равен 5 ассам. Отсюда символ — римская цифра V (или V).
Сестерций (лат. sestertius) — серебряная монета, первоначально весившая 1 скрупул и равная ¼ денария. Дословно означает «половину трёх» (лат. semis + tertius), то есть два с половиной (по аналогии с русским языком: «пол-третьего», то есть два часа тридцать минут), поскольку в период с 268 по 217 год до н. э. сестерций был равен 2 ассам и 1 семису (½ асса). Отсюда и происхождение символа — IIS, то есть «два асса (II) и семис (S)». В 217 году до н. э. снижение веса денария практически не отразилось на сестерции — его вес также уменьшился, однако остался близок к 1 скрупулу. Вероятно, поэтому именно в сестерциях обозначали номиналы золотых монет, выпуск которых был начат в 209 году до н. э. (с 89 года до н. э. сестерций в связи с его близостью к 1 скрупулу вообще стал основной единицей денежного счёта в древнеримской монетной системе, заменив в этом качестве асс).

#### Золотые монеты
В 209 году до н. э. римская республика впервые выпустила ограниченный тираж золотых монет весом 1, 2, 3 и 6 скрупулов. Их номиналы обозначены римскими цифрами XX, XXXX и LX (монета в 6 скрупулов без указания номинала). В каталоге Майкла Кроуфорда Roman Republican Coinage (RRC) эти цифры расшифрованы как достоинство монеты в ассах. Гарольд Мэттингли считает, что номиналы выражены в сестерциях, которые постепенно становились базовой счётной единицей. Аналогичные номиналы (например, X или XXV) появились и на золотых монетах некоторых римских провинций.